# Antonio Díaz-Cañabate
Antonio Díaz-Cañabate y Gómez-Trevijano (Madrid, 21 de agosto de 1897, Madrid, 16 de agosto de 1980) fue un abogado, crítico taurino y escritor teatral español.

## Biografía
Estudió Derecho en Madrid y desde muy joven se dedicó al periodismo, escribiendo desde Madrid artículos costumbristas en le Figaro o la Republique. Sutil observador, de prosa lúcida y erudita, pero de estilo coloquial y castizo, cultivó el género costumbrista madrileño, que gozaba entonces de gran prestigio. 
Tras la guerra civil española, empezó a ocuparse de la temática taurina y llegó a ser una de las principales firmas de El Ruedo, el más importante semanario taurino de la época. Colaboró con José María de Cossío, a quien conocía desde 1937, en la redacción de los primeros volúmenes de la enciclopedia taurina Los toros, tratado técnico e histórico. La obra de Díaz-Cañabate dio un giro en las década de los 40 y 50 años en los que innovó la redacción de la crítica taurina. De este periodo son sus obras más destacas de temática costumbrista: La fábula de Domingo Ortega o Historia de una tertulia. A mediados de los cincuenta editoriales francesas e inglesas publicaron varias de sus obras taurinas escritas en inglés y francés destinadas a los aficionados taurinos de ambos países. Colaborador de la revista taurina el Ruedo de 1944 a 1959 como redactor de la conocida sección El planeta de los toros.
Su Historia de una taberna, publicada en 1944, es un canto nostálgico a su querida Villa y Corte y a uno de sus lugares más emblemáticos, la taberna que regentaba el matador de toros Antonio Sánchez. En este libro, Díaz-Cañabate compone un afortunado cuadro que combina sus dos amores literarios: Madrid y la tauromaquia.
En 1958 se hizo cargo de la crítica taurina del diario ABC, donde permaneció hasta su retiro profesional en 1972, como crítico oficial de la feria taurina de San Isidro. Siguió, no obstante, publicando colaboraciones esporádicas sobre costumbres madrileñas en diversos medios periodísticos, como el propio ABC o El País.
Entre 1959 y 1965 redactó sección Los estrenos vistos desde el Gallinero, una  crítica teatral de los estrenos en Madrid en la revista Semana. Su último trabajo, y tal vez el de mayor relevancia, fue sustituir a Cossío, tras su fallecimiento y por expreso deseo de este, en la dirección y redacción de Los toros, tratado técnico e histórico, la obra de referencia sobre la tauromaquia. Coordinó la planificación y la publicación de dos nuevos tomos, el quinto –publicado en 1979– y el sexto –publicado en 1980–, junto con José Ortega y Gasset que incluyen una larga retrospectiva de Díaz-Cañabate sobre las últimas décadas del toreo, no exenta de polémica por su juicio circunspecto sobre el toreo más reciente. Fue nombrado cronista oficial de la villa de Madrid el 25 de febrero de 1966.
Autor de más de setecientos artículos en ABC de temática diversa y más de mil crónicas taurinas entre 1959 y 1972 fue un innovador en el periodismo taurino en el que tuvo gran proyección profesional.

## Premios y reconocimientos
Tras su fallecimiento, en 1981 fue condecorado a título póstumo con la medalla de plata de la ciudad Madrid otorgada por el alcalde de la ciudad Enrique Tierno Galván.
En 1991 el ayuntamiento de Madrid colocó una placa conmemorativa en la fachada del lugar donde vivió el escritor y periodista, calle Marqués del Duero número 3 en agradecimiento a sus publicaciones sobre la vida y costumbres de los madrileños.

## Obras
Muchos de sus artículos de revistas y periódicos fueron recogidos más tarde en libros recopilatorios como Madrid y los Madriles (1974) y Tertulias de anécdotas (1974). Entre sus obras anteriores destacan:
- Historia de una taberna (1944) - Dedicada a la Taberna de Antonio Sánchez.
- La fábula de Domingo Ortega (1950)
- Historia del tren (1959)
- Los toros trato técnico e histórico (El Cossío, volumen V y VI) (1949-1965)
- Historia de una tertulia (1962)
- Historia de tres temporadas (1961)
- Paseillo por el planeta de los toros (1970)
- El mundo de los toros (1971)